# Sinan Erdem Dome
Sinan Erdem Dome (tiếng Thổ Nhĩ Kỳ: Sinan Erdem Spor Salonu), trước đây được gọi là Ataköy Dome, là một nhà thi đấu đa năng nằm ở Ataköy, Bakırköy, thuộc phần châu Âu của Istanbul, Thổ Nhĩ Kỳ.
Nhà thi đấu có sức chứa 22.500 chỗ ngồi cho các buổi hòa nhạc. Đối với các môn thể thao, nhà thi đấu có sức chứa 16.000 chỗ ngồi cho các trận đấu bóng rổ và 16.457 chỗ ngồi cho các trận đấu quần vợt, khiến nhà thi đấu này trở thành nhà thi đấu đa năng lớn nhất ở Thổ Nhĩ Kỳ và là nhà thi đấu lớn thứ ba ở châu Âu (mặc dù không phải là nhà thi đấu lớn thứ ba ở châu Âu đối với các trận đấu bóng rổ). Nhà thi đấu được đặt tên theo Sinan Erdem (1927–2003), từng là Chủ tịch Ủy ban Olympic Thổ Nhĩ Kỳ từ năm 1989 cho đến khi ông qua đời vào năm 2003.